# Provincia di Tempio
La provincia di Tempio o della Gallura era un ente locale del Regno di Sardegna. Secondo la struttura amministrativa sabauda preunitaria, corrispondeva a un livello intermedio tra la divisione e i mandamenti. Con il decreto Rattazzi del 1859, assunse il nuovo nome di circondario di Tempio, e in tale veste esistette fino al 1927.

## Storia

### Nascita dell'istituzione
L'origine della provincia risale al regio editto del 4 maggio 1807 con il quale, dopo l'annessione del Regno di Sardegna al Piemonte, l'isola è stata divisa in quindici prefetture (Sassari, Alghero, Tempio, Ozieri, Bono, Nuoro, Bosa, Laconi, Oristano, Tortolì, Sorgono, Mandas, Villacidro, Iglesias e Cagliari).
La prefettura di Tempio comprendeva le regioni storico-geografiche della Gallura e dell'Anglona, ricalcando grosso modo i confini della diocesi di Ampurias e Civita.
Nel 1821 Carlo Alberto riduce il numero delle province a dieci (Sassari, Alghero, Ozieri, Nuoro, Cuglieri, Busachi, Lanusei, Isili, Iglesias e Cagliari) e la Gallura viene accorpata alla provincia di Ozieri. Le province sarde diventano undici nel 1833 quando viene istituita la nuova "provincia Gallura" con capoluogo a Tempio. Con editto del 27 giugno 1837 Tempio diviene anche sede di uno dei sette "tribunali di prefettura" dell'isola (Sassari, Tempio, Nuoro, Lanusei, Oristano, Isili e Cagliari).
Nel 1848 a seguito della "fusione" del Regno di Sardegna con gli Stati piemontesi della terraferma e della legge sabauda n.807 del 7 ottobre 1848 "sull'amministrazione comunale e divisionale" la Sardegna viene ripartita in tre divisioni (Cagliari, Sassari e Nuoro) e undici province (ricalcanti i confini di quelle precedenti) e la provincia di Gallura viene rinominata in "Provincia di Tempio".
La provincia, avente come capoluogo Tempio, con una superficie di 2.145 km², faceva parte della Divisione di Sassari del Regno di Sardegna ed era suddivisa nei seguenti mandamenti:
- mandamento di Tempio (comprendente il comune di Tempio)
- mandamento di Aggius (comprendente i comuni di Aggius e Bortigiadas)
- mandamento di Calangianus  (comprendente i comuni di Calangianus, Luras e Nuchis)
- mandamento di La Maddalena (comprendente i comuni di La Maddalena e Longonsardo)
- mandamento di Terranova Pausania (comprendente il comune di Terranova Pausania)

### La legge Rattazzi ed il nuovo circondario di Tempio
La legge Rattazzi, anche nota come  regio decreto numero 3702 del 23 ottobre 1859, riorganizzò l'organizzazione amministrativa del Regno, ridenominando come province le divisioni, e come circondari le vecchie province.